# Lollarden
Lollarden (englisch Lollards, zuerst Wiklifiten) waren die Anhänger einer religiösen Bewegung in England seit dem späten 14. Jahrhundert. Sie folgten den Lehren John Wyclifs und widersetzten sich der katholischen Kirchenhierarchie. Die Lollarden traten für die Rechtfertigung durch den Glauben, Predigten und Bibellesungen in der Landessprache ein und lehnten weitere kirchliche Lehrsätze (z. B. die Transsubstantiation) ab. Sie wurden danach als Häretiker verfolgt; viele widerriefen, andere gingen in den Untergrund, wo sie in kleinen Gruppen während des ganzen 15. Jahrhunderts fortbestanden. Zu den Lollarden gehörten überwiegend Stadtarbeiter und Handwerker. Sie trugen mit  zur Annahme der Reformation in England im 16. Jahrhundert bei.

## Bezeichnung
Der Name leitete sich wahrscheinlich von den niederländischen Lollarden ab, die sich als unabhängige religiöse Laiengemeinschaften der Pflege von Kranken und Bedürftigen widmeten und zeitweise auch in den Verdacht der Häresie gerieten.
Von 1382 ist die erste Erwähnung von englischen Lollarden bekannt, der Hintergrund der Namensübertragung ist nicht bekannt.
Als sprachliche Herleitung wird vermutet
- lollen, niederländisches Verb für ‚murmeln‘, möglicherweise weil die niederländischen Lollarden bei Gebeten und bei Bestattungen leise murmelnde Gesänge abhielten (?).
- lolium, lateinisch für ‚Lolch‘, ‚Schwindelhafer’, ein Unkraut. Möglicherweise wurde damit ein Vergleich mit dem biblischen „Unkraut unter dem Weizen“ gezogen, das nach der Ernte zu verbrennen sei (Matthäus 13,24–30 EU); wenig wahrscheinlich

## Ziele
Ihre Hauptforderung war eine Reform der katholischen Kirche. Nach ihrer Auffassung galt als Kriterium für einen Priester „wahrhaftige“ Frömmigkeit als Voraussetzung für die Verwaltung der Sakramente; ein wahrhaftig gläubiger Laie habe die gleiche religiöse Autorität wie ein Priester und sei daher an eine kirchlich legitimierende Hierarchie nicht gebunden. Für sie galt der Begriff einer „Kirche der Geretteten“, der sich auf die wahre Kirche Christi als eine rechtgläubige Gemeinschaft bezog, die sich nicht mit der römisch institutionalisierten Kirche deckte. Sie lehrten die Prädestination und befürworteten die apostolische Armut und die Besteuerung der kirchlichen Besitztümer. Sie lehnten die Transsubstantiation ab und befürworteten die Konsubstantiation. Sie verbreiteten trotz Verbotes die Bibel und religiöse Schriften in der englischen Sprache (siehe: Bibelübersetzung). Aus diesen Gründen gelten sie als Vorläufer der Reformation in England.

## Geschichte
Die Ursprünge der Lollarden finden sich in den Lehren, die der bedeutende Oxforder Theologe John Wyclif seit Beginn der 1350er Jahre entwickelte. Wyclifs Ansichten, die von der radikal realistischen Kritik des Nominalismus ausgehend eine radikale Rückbesinnung auf den Wortlaut der Bibel propagierten und die Zustände in der damaligen Kirche, insbesondere den Reichtum der Kleriker und Mönche, in scharfer Form anprangerten und als nicht mit den Idealen der biblischen Urkirche übereinstimmend darstellten, stießen in der akademischen Welt auf großes Interesse. Sie wurden sehr kontrovers diskutiert und fanden zunächst auch viele Befürworter, zumal die von Wyclif geäußerte Kritik an der kirchlichen Hierarchie von vielen geteilt wurde. Als sich in den 1370er Jahren ihr häretischer Charakter für die Zeitgenossen immer stärker herausschälte (das machte sich insbesondere an Wyclifs zunächst unbestimmter, dann klar ablehnender Haltung zur Transsubstantiationslehre fest), verlor Wyclif jedoch den Rückhalt unter seinen Professorenkollegen und wurde 1378 aus dem Universitätsdienst entlassen. Einige seiner Anhänger begannen seine Lehren in den nächsten Jahrzehnten in Abschriften, Predigten und Bibelzirkeln zu verbreiten (oft auch in eher vereinfachter Form). Zahlreiche Handwerker und Kaufleute, später auch eine Reihe von Adligen und Rittern, schlossen sich dieser Bewegung an.
Die Lollarden wurden anfangs von John of Gaunt (Johann von Gent) unterstützt, der ihnen einen gewissen Schutz und Rechtsstatus gewährte. Die Universität Oxford verteidigte ihre akademische Freiheit und schützte die lollardischen Lehrer in ihrem Bereich. Während ihre Kritik an der kirchlichen und politischen Macht wuchs, begriffen die weltlichen Mächte die Lollarden zunehmend als Bedrohung ihrer eigenen Privilegien sowie jener der Kirche und entzogen ihnen ihren Schutz. Die Dramatik dieser Wende wurde durch den politischen Rückzug John of Gaunts unterstrichen, der England verließ, um den Thron Kastiliens zu besteigen, den er durch seine zweite Frau beanspruchte. 
Die Lollarden leisteten gegen die Angriffe seitens der Kirchen- und Staatsmacht entschiedenen Widerstand. Zu ihren Gegnern gehörte Thomas Arundel, Erzbischof von Canterbury. 
Anfang des 15. Jahrhunderts sahen sie sich den schwersten Verfolgungen ausgesetzt. Für breites Aufsehen sorgte 1410 die Verbrennung des Handwerkers John Badby am Pfahl. Badby weigerte sich, den lollardischen Lehren abzuschwören. Dies war die erste Hinrichtung eines Lollarden in England aufgrund des Vergehens der Häresie. Ein späterer lollardischer Märtyrer war Thomas Harding, der 1532 in White Hill, Chesham starb.